# Cerkiew Zmartwychwstania Pańskiego w Choroszczynce
Cerkiew pod wezwaniem Zmartwychwstania Pańskiego – prawosławna cerkiew filialna w Choroszczynce. Należy do parafii Świętych Apostołów Piotra i Pawła w Zahorowie, w dekanacie Biała Podlaska diecezji lubelsko-chełmskiej Polskiego Autokefalicznego Kościoła Prawosławnego.
Świątynia znajduje się na cmentarzu prawosławnym.

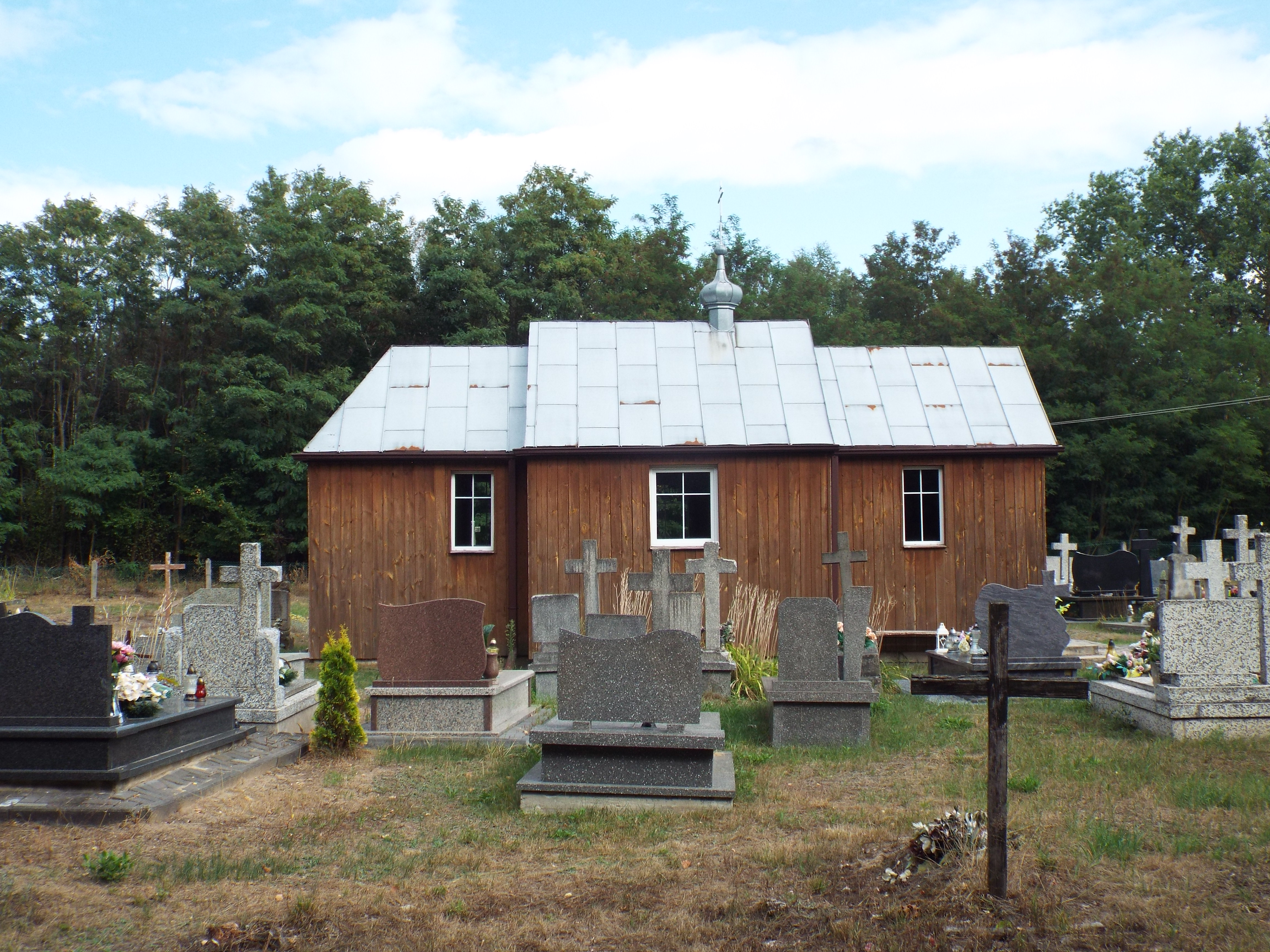
Widok ogólny

Cerkiew wzniesiono i poświęcono w 1995 r. Budowla drewniana, jednonawowa. Od frontu przedsionek. Prezbiterium mniejsze od nawy, zamknięte prostokątnie. Dachy kryte blachą; nad nawą dach dwuspadowy z wieżyczką zwieńczoną cebulastym hełmem z krzyżem.